# Денн, Павел
Павел (Поль) Денн, SJ (фр. Paul Denn, 1 апреля 1847, Лилль — 20 июля 1900, Хэбэй) — святой Римско-Католической Церкви, священник и миссионер из монашеского ордена иезуитов, мученик.

## Биография
Павел Денн родился 1 апреля 1847 года в городе Лилль, Франция в семье учителя. После смерти отца Павел Денн был вынужден оставить школьное обучение и в возрасте 14 лет пойти на работу. 6 июля 1872 года Павел Денн вступил в монашеский орден иезуитов, после чего был направлен на миссионерскую деятельность в Китай. 19 декабря 1880 года Павел Денн был рукоположён в священника и стал заниматься пастырской деятельностью. В 1897 году Павел Денн был назначен настоятелем в приходе селения Гучэн.
Во время ихэтуаньского восстания боксёров 1899—1900 гг. в Китае начались массовые преследования христиан. Священник Леон Игнатий Манген, чтобы защитить своих прихожан от нападения повстанцев, обустроил деревню, в которой находилась католическая церковь, оборонительными сооружениями и пригласил в укреплённую деревню Павла Денна. 15 июля 1900 года повстанцы атаковали христиан, укрывавшихся в укреплённой деревне, но с первого раза им не удалось взять оборонительные сооружения. 20 июля 1900 года деревню атаковали две тысячи вооружённых солдат китайской армии, которым удалось преодолеть сопротивление обороняющихся. Надеясь, что нападавшие не тронут их в святом месте, священники Павел Денн, Леон Игнатий Манген и верующие укрылись в церкви. Однако, вооружённые повстанцы ворвались в храм и убили находившихся там молящихся верующих, среди которых находился и Павел Денн. Потом повстанцы сожгли церковь. В 1901 году останки убитых были собраны и сохранены. На том же месте, где стояла сожжённая церковь, был построен новый храм.

## Прославление
Павел Денн был беатифицирован 17 апреля 1955 года Римским Папой Пием XII и канонизирован 1 октября 2000 года Римским Папой Иоанном Павлом II вместе с группой 120 китайских мучеников.
День памяти в Католической Церкви — 9 июля.

## Источник
- George G. Christian OP, Augustine Zhao Rong and Companions, Martyrs of China, 2005, стр. 63 (англ.)
- Société de Jésus — Evêché de l’Archidiocèse de Strasbourg — Communauté de paroisses du Rosenmeer — Catholic Encyclopedia — Osservatore Romano (Saint-Siège) — MX.